# 플로샤디 레니나역 (상트페테르부르크 지하철)
플로샤디 레니나 역(러시아어: Площадь Ленина)은 러시아 상트페테르부르크 시에 있는 상트페테르부르크 지하철 키롭스코 비보륵스카야 선의 철도역이다. 이 역은 1958년 6월 1일에 플로샤디 보스타니야 역 구간까지 초기 지하철 2호선으로 개통되었다. 역명은 상트페테르부르크의 중심인 레닌 광장을 따서 제정되었다. 초기 계획에서는 "핀랸츠키 역"이라고 정해졌다.

## 구조
플로샤디 레니나 역은 건축가 A.K 안드리브에 의해 설계되었고 핀란드 철도 터미널 건물 상에 지어졌다. 입구 벽에는 1917년 4월 3일 페트로그라드의 노동자들과 병사들 앞에서 레닌의 연설을 기념하는 파노라마 모자이크가 장식되어 있다. 두 개의 출입구는 세 개의 에스컬레이터로 연결된다.

## 건축과 장식
플로샤디 레니나 역은 지하 67m(220ft) 깊이의 필론 구조의 역이다. 지하 홀은 건축가 A.K 안드리브에 의해 설계되었다.
이 역의 주제는 1917년 6월 레닌이 핀란드에서 페트로그라드로 돌아온 것을 기념했다. 소련 건축가들이 스탈린주의 시대의 건축 과잉에서 벗어나려 했던 시기에 완성된 체르니솁스카야 역과 비슷하다. 그 결과, 역은 평범하면서도 요점이 없다. 디자인은 대조적인 빨간색과 흰색 톤을 컬러 배경색으로 사용했고, 연단 홀은 대리석으로 되어 있다. 승강장 벽에는 '1958년'이라는 글씨가 새겨진 장식용 그릴이 걸려 있는데, 역이 개통된 해였다. 2006년에는 수은등이 나트륨 램프로 대체되면서 역의 조명이 다시 켜졌는데 역이 이전보다 밝은 조명을 연출시키지만, 한편으로는 칼라 팔레트가 완전히 바뀌었다는 점이다.

## 같이 보기
- 플로샤디 레니나역 (노보시비르스크 지하철)